# Statimetro

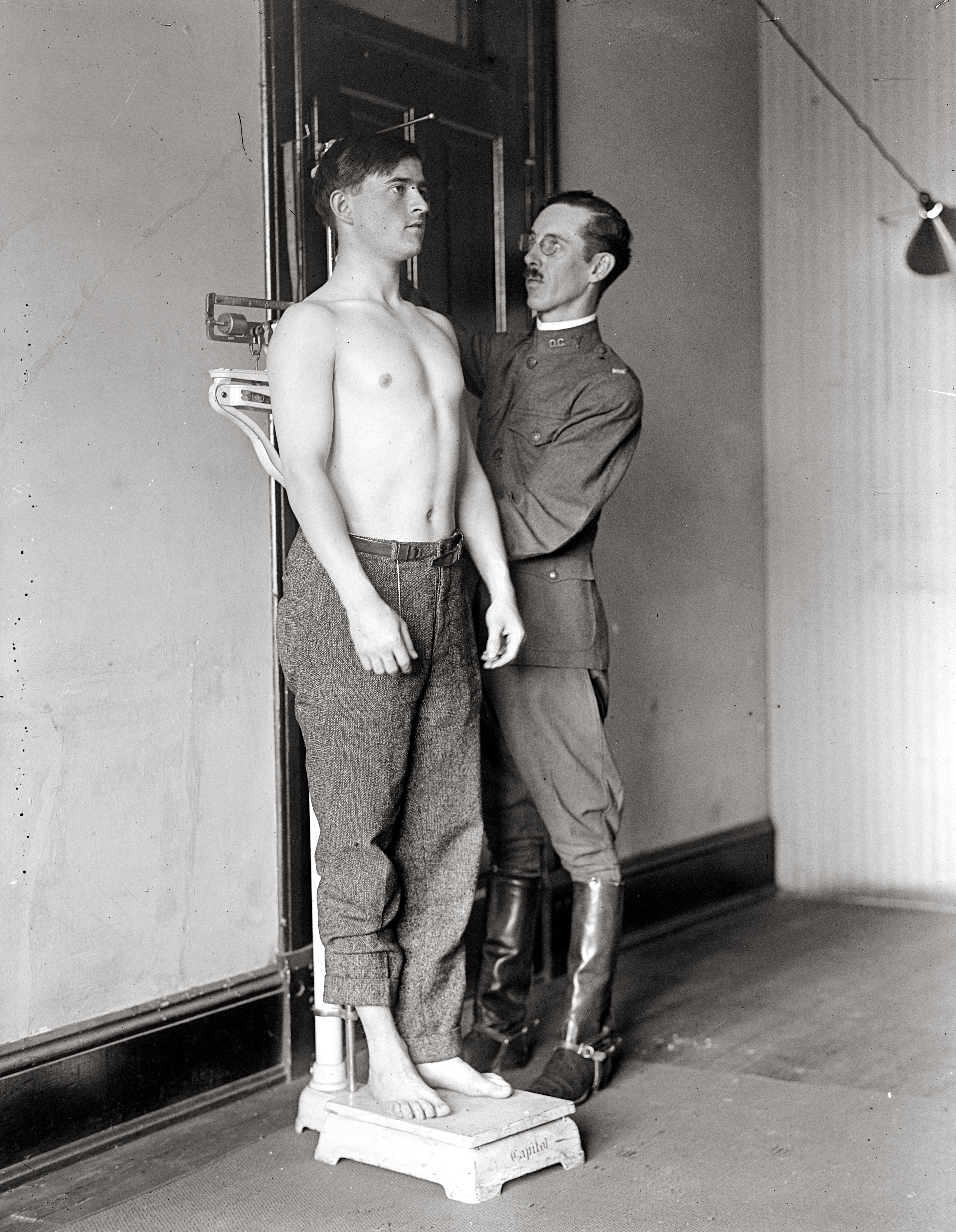
Uno statimetro analogico in una foto del 1917

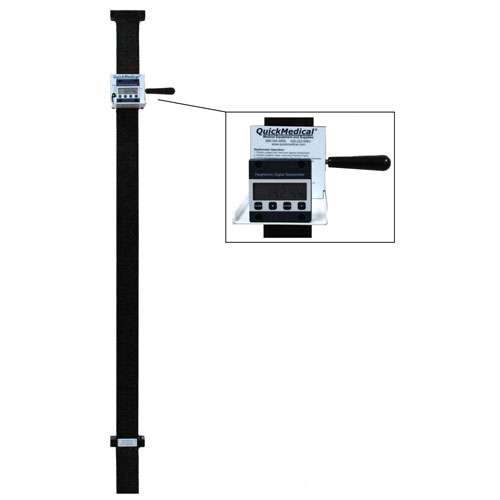
Uno statimetro digitale

Lo statimetro (a volte riportato impropriamente come stadiometro) è uno strumento di misura che serve a misurare la statura ed è composto da una barra verticale graduata in millimetri e da una branca mobile perpendicolare alla barra e scorrevole su di essa.